# Periclina apricoides
Periclina apricoides är en fjärilsart som beskrevs av William Schaus 1901. Periclina apricoides ingår i släktet Periclina och familjen mätare. Inga underarter finns listade i Catalogue of Life.